# Dent du Requin
Il Dent du Requin  è una montagna alta 3 422  metri  sul livello del mare, e appartiene al gruppo delle cime dell' Aiguilles de Chamonix nel massiccio del Monte Bianco in Francia.

## Geografia
Si trova ad est dell'Aiguille du Plan, tra i ghiacciai dell'Envers de Blaitière a nord e dell'Envers du Plan a sud, dominando a est la Salle à Manger, una cascata di ghiaccio dove i seracchi del ghiacciaio del Géant si uniscono al ghiacciaio delle Périades per dare origine al ghiacciaio del Tacul. Il dente è fiancheggiato da un picco roccioso sul suo versante nord-orientale, il Capucin du Requin.
Ai suoi piedi, a est, si trova il Rifugio du Requin.

## Alpinismo
- 1893: prima salita di Albert Frederick Mummery, G. Hastings, John Norman Collie e WC Slinsby, il 25 luglio
- 1896: parete est, 400 m  di altezza , di JH Wicks, Claude Wilson con Alfred Simond, 2 luglio
- 1906: Cresta sud-est (cresta Hat à Cornes) di Geoffrey Winthrop Young , sindaco della RC, CD Robertson con Joseph Knubel e un portatore, 3 agosto
- 1913: apertura della via “Mayer-Dibona” da parte di Guido Mayer e Angelo Dibona sulla cresta nord-est, il 23 agosto
- 1945: parete nord di Gaston Rébuffat e James Couttet , 22 luglio
- 1946: facciata est (strada Renaudie) di J. e la signora J. Renaudie, 4 agosto
- 1959: prima salita in solitaria della parete nord da parte di Robert Guillaume
- 1975: prima salita invernale della parete nord da parte di Walter Cecchinel e Claude Jager